# Антони Рибас
Антони Рибас и Пиера (на каталонски: Antoni Ribas i Piera) е испански режисьор и сценарист.
Роден е на 27 октомври 1935 година в Барселона. Започва да работи в киното от 1958 година, първо като асистент-режисьор, след това пише няколко пиеси и основава собствена продуцентска компания. Режисира филми като „Amor y medias“ (1969), „La otra imagen“ (1973), който е включен в програмата на Кинофестивала в Кан, „La ciutat cremada“ (1976), „Terra de canons“ (1999).
Антони Рибас умира на 3 октомври 2007 година в Барселона.

## Избрана филмография
- „Amor y medias“ (1969)
- „La otra imagen“ (1973)
- „La ciutat cremada“ (1976)
- „Дали“ („Dalí“, 1991)
- „Terra de canons“ (1999)